# Fiat 18-24 HP
Le Fiat 18-24 HP est un véhicule fabriqué et commercialisé par le constructeur italien Fiat V.I. entre 1906 et 1910. En complément de sa gamme de voitures haut et très haut-de-gamme, Fiat ressent la demande d'une voiture de classe moyenne, pour remplacer l'ancienne 16-20 HP qui remontait à 1903. Conçue pour répondre à tout type de demande, elle sera proposée avec 3 empattements : normal de 2 830 mm, long de 3 130 mm et extra-long de 3 330 mm. Le châssis extra-long servira également à la fabrication de camion. Il sera le deuxième camion lancé par la marque après le 24 HP.

## Histoire
Durant 1901 et à l'exposition de Milan, la toute récente F.I.A.T. - Fabbrica Italiana Automobili Torino, expose deux omnibus et une singulière petite remorque pour sapeurs-pompiers. Ces premiers véhicules conduiront au lancement, deux ans plus tard, du premier vrai camion Fiat : le 24 HP de 6 tonnes de poids total.
En 1906, la production des véhicules utilitaires se poursuit avec le 18-24 HP, qui tire son nom de la puissance de son propulseur, mesurée en chevaux vapeur (Horse Power en anglais). Ses dimensions sont identiques à son aîné, le 24 HP, mais avec une charge utile un peu inférieure. Les clients potentiels n'ont pas encore compris tous les avantages de pouvoir transporter des charges lourdes sur ce type de véhicule. Fiat s'engage d'abord sur un gain de vitesse pour favoriser les ventes. Le Fiat 18-24 HP est équipé d'un plancher en bois séché pouvant transporter jusqu'à 2 000 kg pour un poids total de 3,45 tonnes.
Le "camion automobile" 18-24 HP remporte un grand succès et sera produit en de nombreux exemplaires. 

## Caractéristiques techniques
Les véhicules de l'époque disposaient de transmissions par chaînes pourtant Fiat V.I. avait déjà trouvé une application à l’invention du mathématicien milanais Gerolamo Cardano (1501-1576) en 1545, qui a décrit l'articulation portant son nom "Cardan" dans un traité de physique intitulé De subtilitate rerum, l'utilisation du joint « homocinétique » permettra à Fiat d'abandonner complètement les transmissions par chaines dès 1910.

## Succession
En 1907, Fiat lance le 28-40 HP qui viendra compléter l'offre du 18-24 HP de 1906. Les deux modèles resteront en production jusqu'en 1910. Les châssis seront utilisés pour réaliser des autobus à impériale pour satisfaire des appels d'offres des grandes compagnies de transport public. Le 18-24 HP pouvait accueillir 16 voyageurs assis.
Le succès fut rapide et en 1908, une centaine de véhicules seront produits dans l'usine turinoise de Corso Dante.